# Cuauhtémoc Cárdenas
Cuauhtémoc Lázaro Cárdenas Solórzano (Ciudad de México, 1 de mayo de 1934) es un ingeniero civil y político izquierdista mexicano. Fue jefe de gobierno del Distrito Federal, candidato a la presidencia de la República en tres ocasiones, gobernador de Michoacán y fundador del Partido de la Revolución Democrática (PRD).
Fue tres veces candidato a la Presidencia de México (en 1988, 1994, y 2000), y el primer Jefe de Gobierno del Distrito Federal elegido por votación. Durante su militancia en el PRD se le describió como su líder moral, aunque el político cuestionó en diversas ocasiones ese título.
Se le considera un político de izquierda y ha criticado las administraciones de los presidentes de México desde 1988. Su ideología política incluye el rechazo al neoliberalismo, la defensa de políticas sociales en favor de las clases bajas y sectores vulnerables, el apoyo del gobierno a la cultura y el control por parte del Estado de sectores estratégicos (especialmente el de los energéticos). Otros ideales que ha defendido son la austeridad y la honradez en la burocracia, el laicismo y la soberanía nacional.

## Su formación
Hijo del general Lázaro Cárdenas del Río, quien fue Presidente de México de 1934 a 1940, Cuauhtémoc nació en plena campaña presidencial de su padre quien en sus apuntes escribió:

"1º de mayo. México. A las 12 horas dirijo por radio a los trabajadores de la República un saludo, insistiendo en la organización cooperativa de trabajadores como medio efectivo para mejorar las condiciones del mismo trabajador y aumentar la producción agrícola e industrial del país... a las 18 horas dio Amalia a luz un niño. Feliz coincidencia la de su nacimiento este día 1° de mayo -en México se celebra el Día del Trabajo. Llevará por nombre Cuauhtémoc Lázaro Cárdenas Solórzano".

Por su parte, su madre, Amalia Solórzano Bravo, escribió en sus memorias (Era otra cosa la vida, Nueva Imagen): 

"Vino Cuauhtémoc al mundo [...], en nuestra casa, en la calle de Wagner No. 50, que después sería de Guty Cárdenas, en la colonia Guadalupe Inn - Ciudad de México-. Era una casa pequeña con jardín bonito".

En 1940 ingresó al jardín de niños Brígida Alfaro, ubicado en la colonia del Valle en México DF, en el cual tuvo como compañero a Porfirio Muñoz Ledo. Luego vendrían una serie de escuelas en toda la república mexicana, producto de la actividad pospresidencial de su padre, desde el tercer grado de primaria hasta el último de secundaria, los cursó en el prestigioso Colegio Williams del DF. Los estudios preparatorios los cursó en el Colegio de San Nicolás de Hidalgo de la Universidad Nicolaíta, en Morelia, Michoacán.
Obtuvo su título de ingeniero civil por la Escuela Nacional de Ingeniería de la Universidad Nacional Autónoma de México (UNAM) en 1955, además de cursar algunos estudios en Francia (fue residente de la Ciudad Universitaria de París) e Italia.
Inmediatamente después de terminar su carrera, se dedicó a las actividades profesionales de su especialidad: Desarrollo Regional y Planeación.

## Los años del PRI
Desde 1954, Cárdenas Solórzano ha tenido diversas actividades políticas. En el PRI militó 25 años y en la oposición de izquierda lleva también 25 años, hasta su renuncia al PRD en 2014.
En 1954, cuando Cárdenas Solórzano era estudiante, estuvo al frente de un comité de apoyo al gobierno de Jacobo Arbenz, (amenazado, en 1954, de invasión estadounidense) de Guatemala, un movimiento antimperialista en protesta por la intervención norteamericana en ese país, al lado de varios de los que siguen siendo sus amigos, Luis Prieto, Leonel Durán, Sergio Pitol y Rodolfo Stavenhagen.
Fue secretario del Comité de Estudios de la Cuenca del Río Balsas (1960-1964).
Su primera participación fue en el Movimiento de Liberación Nacional (MLN), 1961-1964, que al interior del PRI se significó en la capacidad de aglutinar jóvenes con inquietudes y canalizar propuestas de grupos alejados del poder. Al lado del general Cárdenas, Heberto Castillo, Enrique González Pedrero, Carlos Fuentes, Octavio Paz, Francisco López Cámara, César Buenrostro, Víctor Flores Olea, Ramón Danzós Palomino, Alfonso Garzón Santibáñez, Alonso Aguilar Monteverde, Fernando Carmona, Clementina Batalla de Bassols, Natalio Vázquez Pallares, Rafael Galván, Manuel Marcué Pardiñas, Braulio Maldonado Sández y muchos otros hombres nacionalistas y de izquierda, dentro y fuera del PRI.
De manera posterior, en el municipio de Melchor Ocampo fue Ingeniero residente en la construcción de la presa La Villita (1964), en donde por cierto Heberto Castillo fue el Encargado General de la misma obra.
Desde que inició su carrera ha sido miembro de la Sociedad Mexicana de Planificación y de la Sociedad Interamericana de Planificación (SIAP), de la cual fue presidente de la Junta, entre 1970 y 1974.
El MLN se disolvió en 1965-1966, cuando el Partido Comunista Mexicano impulsó el Frente Electoral del Pueblo para contender en los comicios presidenciales, con Ramón Danzós Palomino como candidato independiente.
Su integración al PRI se dio por la vía de los hechos, sin afiliación ni credencial de por medio, pues en 1966 Amador Hernández era líder de la Confederación Nacional Campesina (CNC) y Augusto Gómez Villanueva, secretario de organización.
En 1974, cuando Jesús Reyes Heroles era presidente nacional del PRI, y Luis Echeverría, presidente de la República, hizo campaña como precandidato a la gubernatura de Michoacán, pero el candidato fue Carlos Torres Manzo, y Cárdenas protestó públicamente por la imposición.
Presidente del Consejo Consultivo IEPES, 1975. Para preparar las elecciones de José López Portillo y foguearse como figura política nacional, Cárdenas participó activamente en la precampaña de José López Portillo a la Presidencia. Ya en campaña lo convence para que fuera senador por Michoacán. (El Partido Comunista Mexicano, sin registro, retiró la candidatura de Manuel Pérez Adame, para apoyar a Cuauhtémoc, -Manuel fue el jefe de seguridad del CEN del PRD y desde 1981 con el PSUM, se desempeñó en esa función).
Fue presidente del Consejo Técnico Consultivo de la Confederación Nacional Campesina (1967-1968), y electo senador de la República por Michoacán para el periodo de 1976 a 1982.
Como senador, Cárdenas solo estuvo tres meses en el cargo porque al tomar posesión como presidente José López Portillo, lo invitó a ser Subsecretario Forestal y de la Fauna de la Secretaría de Agricultura y Recursos Hidráulicos, y en 1980 fue postulado candidato del PRI para la gubernatura de Michoacán y electo en las Elecciones constitucionales de ese mismo año.
Como gobernador de ese estado aplicó el Código Sanitario Federal, en donde se establecía que la venta de licores debía suspenderse el sábado a mediodía y reanudarse el lunes por la mañana (solo quedaban exentos bares y restaurantes); prohibió las peleas de gallos, cerró zonas de tolerancia y apoyó a las prostitutas para que tuvieran su propia casa; municipalizó el transporte urbano; también en su gestión fueron desaforados tres diputados por vender carros ilegales (chocolates), pasando varios años en la cárcel; aceptó las victorias del PAN en Zacapu, Uruapan y Zamora; reconoció el voto del círculo blanco, con lo cual hubo ayuntamientos independientes.
Terminó su periodo como gobernador en 1986 y al año siguiente, 1987, figuró entre los dirigentes de la Corriente Democrática del Partido Revolucionario Institucional, a lado de Ifigenia Martínez, Porfirio Muñoz Ledo, César Buenrostro y Rodolfo González Guevara.
En la Corriente Democrática del PRI, Cárdenas hizo giras proselitistas por diversas partes del país en compañía de Samuel Maldonado Bautista, Cristóbal Arias Solís, Roberto Robles Garnica, Francisco Javier Ovando Hernández, Antonio Herrera, Ildefonso Aguilar y Alfonso Elizarrarás.
Por otra parte Porfirio Muñoz Ledo y otros abrieron brechas en universidades.

## El Frente Democrático Nacional en las elecciones de 1988
Cárdenas abandonó el PRI tras considerar que el partido se había alejado de los principios que le dieron origen en la Revolución mexicana, y al considerar también que la imposición del Presidente de la República en el nombramiento de quien sería candidato presidencial no debía ser aceptada. 
Luego de casi un año de buscar adeptos a la causa democrática, el 14 de octubre de 1987 el dirigente del Partido Auténtico de la Revolución Mexicana, Carlos Cantú Rosas, postuló a Cuauhtémoc Cárdenas como su candidato a la Presidencia de la República, después se sumaron el Partido Popular Socialista y el Partido del Frente Cardenista de Reconstrucción Nacional (Conocido hasta ese entonces como Partido Socialista de los Trabajadores)., que formaron el Frente Democrático Nacional (FDN), con otras agrupaciones pequeñas como el Partido Social Demócrata, el Partido Verde Mexicano y más tarde el Movimiento al Socialismo, que estaba integrado por desprendimientos del Partido Socialista Unificado de México, Partido Mexicano de los Trabajadores, Partido Revolucionario de los Trabajadores.
Así se hizo candidato presidencial de esta organización, así como de tres partidos de izquierda con registro y una veintena de agrupaciones políticas y sociales 1988. Mientras que el PRI postuló a Carlos Salinas de Gortari.
El 6 de julio día de las elecciones presidenciales, ante la famosa caída del sistema, Cárdenas, Manuel J. Clouthier (candidato del PAN) y Rosario Ibarra de Piedra (del PRT), hicieron a un lado sus diferencias y acudieron a protestar ante la Secretaría de Gobernación.
Las tendencias favorecían a Cárdenas quien se declaró vencedor con una tendencia de 42 por ciento, por 36 de Salinas y con 50 por ciento de casillas computadas. Entonces empezaron la protestas por el supuesto fraude electoral, los actos multitudinarios se repitieron, muchos estaban esperando el llamado de Cárdenas para defender el voto en las urnas, pero no ocurrió, pues según sus colaboradores pudo haberse desatado una guerra civil. 
En el proceso electoral que se efectuó el 6 de julio de 1988, el Frente Democrático Nacional se ubicó como la segunda fuerza política nacional.
En este mismo año se integra al PSUM, junto con otros miembros de la Corriente Democrática, para que juntos formaran el PRD en 1989, partido del cual es electo Presidente Nacional y del que aún es considerado líder moral. Durante su presidencia en la dirigencia nacional del PRD, Cárdenas recorrió muchos estados del país para apoyar a las estructuras y los candidatos de su partido, y en 1991 apoyó la candidatura en común con el Partido Acción Nacional, de Salvador Nava como candidato a la gubernatura de San Luis Potosí, estando presente en su cierre de campana.
En 1993, cuando Cárdenas deja la Presidencia del PRD, impone el procedimiento de selección de nuevo Presidente por consulta directa, lo que deja fuera de toda posibilidad a Porfirio Muñoz Ledo, situación que significa el rompimiento de estas dos figuras de la Corriente Democrática.
En 1994 nuevamente vuelve a ser candidato del PRD para la presidencia de la República, junto con Luis Donaldo Colosio y tras el asesinato de Colosio Ernesto Zedillo Ponce de León por el PRI y Diego Fernández de Cevallos por el PAN.
En 1997, fue precandidato del PRD a la Jefatura de Gobierno del DF junto con Porfirio Muñoz Ledo, obtiene la candidatura y el 6 de julio de ese año es elegido el primer gobernante electo de la capital del país, además de que el PRD dio un salto espectacular en su porcentaje de votación nacional.

## La fundación del PRD
Cuauhtémoc Cárdenas consideró ilegítimo el gobierno de Carlos Salinas de Gortari. es así que a lado de Ifigenia Martínez, Porfirio Muñoz Ledo, Heberto Castillo, Gilberto Rincón Gallardo y Amalia García el 5 de mayo de 1989 funda el Partido de la Revolución Democrática y 5 años después decide contender nuevamente en las elecciones  presidenciales de 1994, en 1993 como precandidato del PRD, Cárdenas y un grupo de simpatizantes reunieron 230 000 firmas de miembros del PRD a nivel nacional, de apoyo a su candidatura. En octubre de 1993, en el II Congreso Nacional del PRD, 740 delegados eligieron de forma unánime a Cárdenas como candidato presidencial, rindiendo protesta como candidato el 17 de octubre de 1993 en el Palacio de los Deportes. La candidatura de Cárdenas, al principio bien posicionada, decayó al final de la campaña, sobre todo después del primer debate presidencial televisado en cadena nacional en la historia del país, y perdió frente a Ernesto Zedillo, candidato del PRI. Cárdenas denunció la falta de espacios en televisión, y la complicidad de la mayoría de los medios electrónicos con el gobierno priista y su candidato.

## Jefe de Gobierno del Distrito Federal
En 1997, fue elegido como el candidato del PRD en las elecciones para elegir por primera vez al gobernante de la Ciudad de México (hasta entonces, el gobernante de la ciudad era designado por el presidente de la República). La Ciudad de México había sido de los principales apoyos a Cárdenas en 1988 y este consiguió una clara victoria triunfando en todos los distritos de la capital. Durante la parte final de su campaña a Jefe de Gobierno, las encuestas del voto, lo ponían en el primer lugar de las preferencias electorales, con una gran ventaja sobre el candidato del PRI, finalmente Cárdenas alcanzó el triunfo con el 48.09% de los votos. Cárdenas expresó que a lo largo de aquella campaña, como nunca antes había habido una gran apertura de los medios de comunicación, principalmente la televisión y la radio, para todos los candidatos de oposición, pues no hubo falta de espacios en televisión, ni existió complicidad de la mayoría de los medios electrónicos para apoyar al candidato del PRI, por el contrario hubo una cobertura equitativa e imparcial para todos los candidatos. Durante su gobierno el principal problema fue luchar contra el aumento de la inseguridad en la Ciudad de México, como robos, asaltos, asesinatos, etc., y los muy altos niveles de contaminación.
En 1999 fue víctima de un linchamiento mediático por las investigaciones para dar con los responsables del asesinato del comediante Paco Stanley por vínculos con los hermanos Arellano Félix. También tuvo como uno de sus consejeros al académico y profesor universitario de la facultad de Ciencias Políticas y Sociales de la UNAM a Adolfo Gilly. 
Su gestión duró solamente dos años, pues renunció a su cargo en 1999 para contender nuevamente por la presidencia de la república en las elecciones del año 2000, compitiendo al interior del PRD con Porfirio Muñoz Ledo, quien al no obtener la candidatura, fue postulado por el PARM declinando al final de la campaña por el candidato Vicente Fox. En un principio se manejó la posibilidad de lanzar una candidatura única a la presidencia del país de todos los partidos políticos opositores al PRI, que llevaría el nombre de Alianza por México (2000), sin embargo el Partido Acción Nacional decidió retirarse de las negociaciones y formó solo con el Partido Verde Ecologista de México, la Alianza por el Cambio que llevaría a la Presidencia a Vicente Fox. El PRD y los demás partidos postularon a Cárdenas y pudieron formar la Alianza por México (2000), como una amplia coalición de fuerzas políticas que buscaban un cambio radical de régimen con la derrota del PRI y su candidato.
En las elecciones la coalición obtuvo el tercer lugar en el número de votos, por detrás de Vicente Fox y de Francisco Labastida.

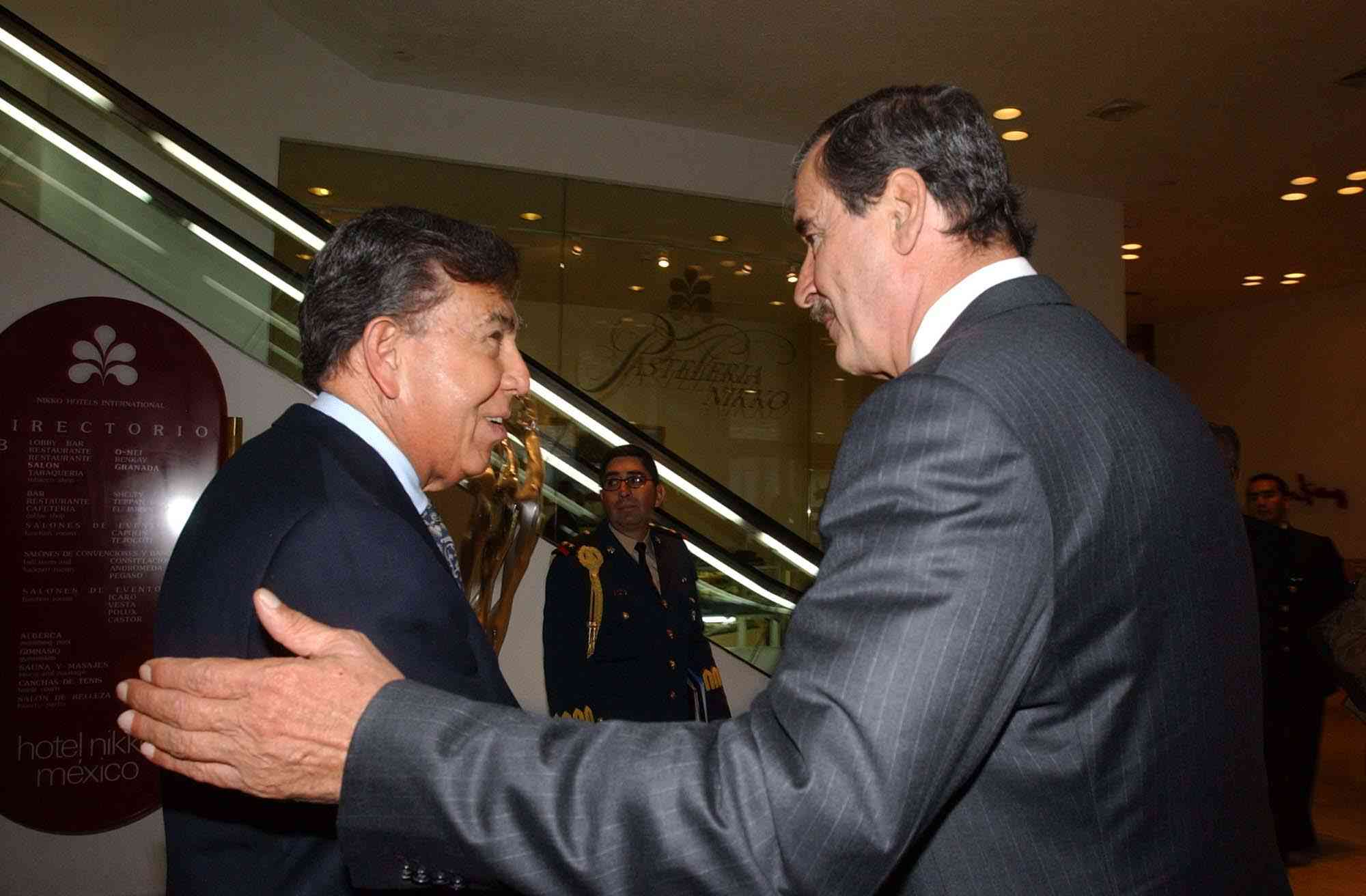
El Ing. Cuauhtémoc Cárdenas con Vicente Fox

## Posjefatura
En 2005, declaró su intención de buscar nuevamente la candidatura del PRD a la presidencia de México, haciendo declaraciones de prensa para tomar importancia en la definición de la candidatura presidencial del PRD como: «Creo que soy la única posibilidad que existe en la izquierda de construir una mayoría política en torno de mi candidatura». Sin embargo, esa vez la mayor parte del partido apoyó a Andrés Manuel López Obrador. Cárdenas declinó a finales de 2005 y se ha mantenido relativamente alejado del partido. Ante esto, muchos perredistas tomaron posturas a favor y en contra de su declinación.Leonel Cota Montaño, el entonces dirigente nacional del PRD, declaró que era un acto de generosidad que mostraba la estatura moral de Cárdenas. Por su parte el ex perredista Porfirio Muñoz Ledo declaró que Cárdenas Solórzano se posicionaba para buscar la candidatura de otro partido, «pues siempre ha estado acostumbrado a imponerse como candidato». Esto mantuvo durante algún tiempo la posibilidad de la salida de Cárdenas. También el precandidato a la jefatura de Gobierno de la capital del país por el PRD Marcelo Ebrard criticó a Cuauhtémoc Cárdenas Solórzano porque según él no estuvo presente contra el proceso de desafuero que se le siguió a Andrés Manuel López Obrador, precandidato del PRD a la Presidencia de la República, calificando su actitud como «mezquino» . Tras las Elecciones presidenciales de 2006 varias voces cercanas a Andrés Manuel López Obrador, entre ellas la escritora Elena Poniatowska, lo han criticado por no haber apoyado las denuncias de supuesto «fraude» formuladas por el PRD. También fue señalado por supuestamente no haber apoyado la campaña presidencial de Andrés Manuel López Obrador, el candidato de su partido, por envidia. A esto, Cárdenas contestó el 14 de septiembre de 2006 en una carta dirigida a la propia Poniatowska. Cárdenas justificó su ausencia en apoyo al candidato presidencial del PRD en 2006 diciendo que «Yo no voy a actos electorales, sólo a los míos».
En 2002 renunció a todos los cargos que ocupaba en el PRD. 
Fue Coordinador de los festejos del Bicentenario de la Independencia de México y el Centenario de la Revolución mexicana, ambos en 2010, puesto que ostentó desde el 19 de junio de 2006 hasta el 8 de noviembre del mismo año, fecha en que presentó su renuncia al cargo.
Ha presentado una propuesta para la reforma integral de la industria petrolera mexicana. 
El 27 de octubre de 2011 fue condecorado con la Medalla Belisario Domínguez del Senado de la República de México. 
El 5 de diciembre de 2012 fue nombrado por Miguel Ángel Mancera Espinosa (Jefe de Gobierno del Distrito Federal) Coordinador de Asuntos Internacionales del Gobierno del Distrito Federal para la administración 2012-2018.
Tras los acontecimientos de la desaparición y asesinato de estudiantes por el alcalde de Iguala, el perredista José Luis Abarca, así como expresar sus diferencias irreconciliables con la dirigencia del PRD, Cárdenas renuncia el 25 de noviembre de 2014 al partido que él mismo fundó años atrás. En la actualidad es Presidente honorífico de la Fundación para la Democracia.
En 2022, Cárdenas publicó el libro Por una democracia progresista en donde critica las políticas del gobierno de Andrés Manuel López Obrador.

## Homenajes
En 2019, Cuahtémoc Cárdenas fue nombrado miembro de honor de la ADEE en homenaje al papel que tuvo su padre al acoger el exilio republicano español en México.